# الحالمون (مسلسل)
الحالمون مسلسل كويتي، من إخراج خالد جمال، وتأليف أسمهان توفيق.

## القصة
تدور أحداث المسلسل حول شخص رومانسي يستطيع القيام بحل المشاكل والقضايا الاجتماعية المختلفة في مدينته، تربطه علاقة حب مع فتاة، ثم يكتشف بعد ذلك انها تعمل في وزارة الداخلية، ويكتشف أيضا تداعيات هذه الوظيفة على حياتها وعلى العلاقة العاطفية التي جمعته بها.[بحاجة لمصدر]

## الممثلين
هذه قائمة لبعض الممثلين الذين شاركوا في المسلسل:
- أسمهان توفيق.
- عبد الإمام عبد الله.
- أحمد مساعد.
- مشاري البلام.
- أحمد العونان.
- عبير أحمد.
- عبد المحسن القفاص.
- شهاب جوهر.
- نواف النجم.
- ناصر كرماني.
- خالد بو صخر.
- إسماعيل الراشد.
- أمل عبد الكريم.
- غدير صفر.
- فرح الهادي.
- لولوة الملا.